# 스베타아나

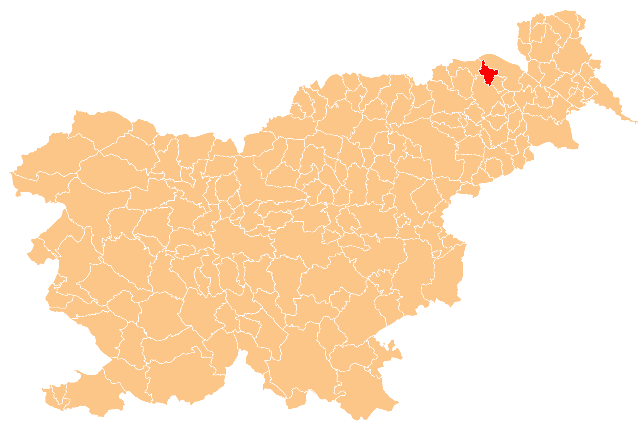
스베타아나의 위치

스베타아나(슬로베니아어: Sveta Ana, 독일어: St. Anna / Kriechenberg 장크트아나 / 크리헨베르크[*])는 슬로베니아의 도시로 면적은 37.2km2, 높이는 240m, 인구는 2,282명(2002년 기준), 인구 밀도는 61.3명/km2이다.